# 丁江镇
丁江镇，是中华人民共和国江西省吉安市吉水县下辖的一个乡镇级行政单位。

## 行政区划
丁江镇下辖以下地区：
丁江社区、竹山村、王背村、塘边村、朱坑村、上坑村、江口村、双橹村、袁家畲族村、铅坊畲族村和汉背村。